# 澤列納 (布恰奇區)
49°7′17″N 25°23′46″E / 49.12139°N 25.39611°E
澤列納（烏克蘭語：Зелена）是位於烏克蘭西部特諾皮爾州裏喬爾特基夫區的村莊，面積1.4平方公里，2001年人口688，人口密度每平方公里491.1人。